# Natuur in Suriname
De natuur in Suriname is rijk en verscheiden, ten dele zelfs nog onontdekt.

## Het klimaat
Het land heeft een tropisch regenwoudklimaat met code Af in het Köppen-systeem. Het is onophoudelijk vochtig en heet. Er zijn twee regentijden en twee droge tijden, maar er vindt ook variatie plaats over langere tijd. Er zijn ook kleinere temperatuurverschillen door hoogteverschillen, zoals in de Brokolonko-formatie. Ecologisch behoort het land tot het Neotropisch gebied.

## De geologie
Het grootste deel (zo'n 90%) van Suriname bestaat uit een oud schild, het Guianaschild. Verder naar de kust liggen jongere gesteenten en sedimenten. Deze geologische opbouw heeft grote gevolgen voor de biodiversiteit en de verscheidenheid aan organismen die er voorkomt.

## Ecoregio's en biodiversiteit
Suriname's biodiversiteit is groot.
Het WWF verdeelt Suriname in drie voornaamste ecoregio's. Nog twee zijn aanwezig maar beslaan slechts een klein deel van het land.
1. De kustmangroven (NT1411)[1] Een bijzonder rijke ecoregio, begroeid met veel soorten Rhizophora en Avicenna en bekend voor zijn grote aantallen overwinterende watervogels. Een aantal zeeschildpadsoorten komen hier hun eieren leggen.
2. Het zwampbos (NT0149)[2] bedekt de kustvlakte achter de mangroven. Het is bebost, maar staat voortdurend blank, vooral in de regentijden.
3. Verder landinwaarts begint het drooglandbos (NT0125)[3] dat het merendeel van het land bedekt. Het is een regenwoud op een oeroud precambrisch schild, bedekt met een laag lateriet.

Binnen het drooglandbos zijn stukken tafelberg, waarvan sommigen tot de ecoregio tepui (NT0169) gerekend kunnen worden, maar dit zijn maar kleine 'eilandjes' in het grote drooglandbos. Verder naar het westen, in Guyana is deze ecoregio veel beter vertegenwoordigd. Hetzelfde kan gezegd worden van de savanne (NT0707) die in het uiterste zuiden van het land gevonden kan worden. Dit is een klein restant van het landschaptype dat tijdens de ijstijd een groot deel van het land bedekte.

## Fauna

### Zoogdieren
Het land telt een groot aantal zoogdiersoorten (201).
| Orde           | Familie                    | Aantal soorten |
| -------------- | -------------------------- | -------------- |
| Buideldieren   | Buidelratten               | 11             |
| Tandarmen      | Miereneters                | 3              |
| Tandarmen      | Luiaards                   | 2              |
| Tandarmen      | Gordeldieren               | 5              |
| Vleermuizen    | Vrijstaartvleermuizen      | 100            |
| Primaten       | Kauwaapjes/Grijpstaartapen | 8              |
| Roofdieren     | Hondachtigen               | 2              |
| Roofdieren     | Kleine beren               | 3              |
| Roofdieren     | Marterachtigen             | 2              |
| Roofdieren     | Otters                     | 2              |
| Roofdieren     | Katachtigen                | 6              |
| Onevenhoevigen | Tapirs                     | 1              |
| Evenhoevigen   | Pecari's                   | 2              |
| Evenhoevigen   | Herten                     | 3              |
| Zeekoeien      | Lamantijnen                | 1              |
| Knaagdieren    | Eekhoorns                  | 33             |
| Knaagdieren    | Boomstekelvarkens          | 33             |
| Knaagdieren    | Capibara's                 | 33             |
| Knaagdieren    | Agoeti's                   | 33             |
| Knaagdieren    | Cavia's                    | 33             |
| Haasachtigen   | Konijnen                   | 1              |
| Walvisachtigen | Dolfijnen                  | 16             |

### Vogels
Er zijn in de Guiana's zo'n 800 vogelsoorten in 20 ordes en 66 families. Het grootste deel daarvan komt ook in Suriname voor.
| Orde                   | Familie                      |
| ---------------------- | ---------------------------- |
| Pelikaanachtigen       | Pelikanen                    |
| Pelikaanachtigen       | Fregatvogels                 |
| Pelikaanachtigen       | Aalscholvers                 |
| Pelikaanachtigen       | Slangenhalsvogels            |
| Reigerachtigen         | Reigers                      |
| Reigerachtigen         | Ooievaars                    |
| Reigerachtigen         | Ibissen                      |
| Flamigo-achtigen       | Flamingo's                   |
| Eendachtigen           | Eenden                       |
| Roofvogels             | Amerikaanse gieren           |
| Roofvogels             | Haviken en Arenden           |
| Uilachtigen            | Kerkuilen                    |
| Uilachtigen            | uilen                        |
| Hoenderachtigen        | Hokko's                      |
| Kraanvogelachtigen     | Trompetvogels                |
| Steltlopers en meeuwen | Jacana's                     |
| Steltlopers en meeuwen | Sterns                       |
| Duifachtigen           | Duiven                       |
| Papegaaiachtigen       | Ara's, papegaaien, parkieten |
| Kraaiachtigen          | Blauwe raafgaaien            |
| Koekoeksvogels         | hoatzins                     |
| Koekoeksvogels         | ani's                        |
| Nachtzwaluwachtigen    | Reuzennachtzwaluwen          |
| Kolibri-achtigen       | Kolibries                    |
| Trogonachtigen         | Trogons                      |
| Scharrelaarvogels      | IJsvogels                    |
| Scharrelaarvogels      | Motmots                      |
| Spechtachtigen         | Toekans                      |
| Spechtachtigen         | Spechten                     |
| Zangvogels             | Boomklimmers                 |
| Zangvogels             | Troepialen                   |
| Zangvogels             | Tangaren                     |
| Zangvogels             | Winterkoninkjes              |
| Schreeuwvogels         | Cotinga's                    |
| Schreeuwvogels         | Manakins                     |
| Schreeuwvogels         | Tirannen                     |

Een zevental vogelsoorten waren in 2013 onder volledige wettelijke bescherming
| Wetenschappelijke naam         | Nederlandse naam | Surinaamse naam   |
| ------------------------------ | ---------------- | ----------------- |
| Harpia harpyja                 | Harpijarend      | Gonini, Loyri-aka |
| Cairina moschata               | Bosdoks          | Boesdoksi         |
| Jabiru mycteria                | Jabiroe          | Blasman           |
| Oryzoborus angolensis torridus | Zwartzaadkraker  | Pikolet           |
| Oryzoborus crassirostris       | Dikbekzaadkraker | Twatwa            |
| Falco peregrinus               | Slechtvalk       | Onto aka          |
| Eudocimus ruber                | Rode ibis        | korikori          |

### Reptielen
Suriname heeft drie kaaimannen en een rijke variëteit aan hagedissen en slangen, waarvan sommige zoals de bosmeester of de anaconda best gevaarlijk kunnen zijn. Er zijn ook verscheidene schildpadden, waaronder een aantal zeeschildpadden die op Suriname's stranden hun eieren komen leggen.

### Amfibieeën
Er zijn zo'n 125 soorten amfibieën in Suriname.

### Vissen
Er zijn een groot aantal soorten vissen in Suriname.

## Flora
De verscheidenheid aan plantengroei is spectaculair te noemen. In het Nationaal Herbarium van Suriname kunnen van 5.445 specimina een aparte soort vastgesteld worden, maar er zijn er ongetwijfeld meer. Daarvan komen er 215 niet op de plantenlijst van Guyana voor. Ze zijn mogelijk invasieve soorten. Verder kan er van 219 niet vastgesteld worden hoe ze Suriname binnengekomen zijn. Mogelijk zijn ze toch inheems, maar dat is niet duidelijk. Bovendien worden er nog regelmatig nieuwe soorten ontdekt en beschreven vooral in het bos, zoals Surinamers het regenwoud enigszins oneerbiedig noemen. De drie grootste plantenfamilies van het land zijn de Fabaceae, Orchidaceae en Rubiaceae.
| Wetenschappelijke naam | Nederlandse naam | Bekend aantal | Geschat aantal |
| ---------------------- | ---------------- | ------------- | -------------- |
| Bryophyta              | Mossen           | 187           | 650            |
| Pterophyta             | Varens           | 343           | 450            |
| Spermatophyta          | Zaadplanten      | 5.102         | 6.000          |

In het regenwoud zijn er meer dan 400 boomsoorten aan te treffen. Een aantal daarvan leveren waardevolle houtsoorten. Een zevental zijn wettelijk beschermd tegen ongebreidelde houtkap.
| Species              | Nederlandse naam |
| -------------------- | ---------------- |
| Manilkara bidentata  | Bolletrie        |
| Copaifera guyanensis | Hoepelhout       |
| Bertholletia excelsa | Inginoto         |
| Aniba mas            | Manrozenhout     |
| Aniba rosaeodora     | Rozenhout        |
| Caryocar nuciferum   | Sawarinoot       |
| Dipteryx odorata     | Tonka            |

In Suriname groeien ook meer dan 60 fruitsoorten.

## Natuurgebieden
Suriname telt 11 beschermde natuurreservaten, 1 natuurpark en 4 bijzondere beheersgebieden. Er zijn echter zorgen over handhaving van deze bescherming. Er worden bijvoorbeeld houtkaprechten verleend in deze gebieden en er is weinig controle op de jacht op bijvoorbeeld jaguar.
| Naam gebied                                        | Oprichtingsjaar   | Oppervlakte in hectare | District              |
| Natuurreservaten:                                  | Natuurreservaten: | Natuurreservaten:      | Natuurreservaten:     |
| -------------------------------------------------- | ----------------- | ---------------------- | --------------------- |
| Natuurreservaat Boven-Coesewijne                   | 1986              | 27.000                 | Saramacca, Para       |
| Natuurreservaat Brinckheuvel                       | 1966              | 6.000                  | Brokopondo            |
| Natuurreservaat Centraal Suriname                  | 1998              | 1.600.000              | Sipaliwini            |
| Natuurreservaat Coppenamemonding                   | 1966              | 12.000                 | Saramacca             |
| Natuurreservaat Galibi                             | 1969              | 4.000                  | Marowijne             |
| Natuurreservaat Hertenrits                         | 1972              | 100                    | Nickerie              |
| Natuurreservaat Copi                               | 1986              | 28.000                 | Para                  |
| Natuurreservaat Peruvia                            | 1986              | 31.000                 | Coronie               |
| Natuurreservaat Sipaliwini                         | 1972              | 100.000                | Sipaliwini            |
| Natuurreservaat Wanekreek                          | 1986              | 45.000                 | Marowijne             |
| Natuurreservaat Wia Wia                            | 1966              | 36.000                 | Marowijne             |
| Natuurpark:                                        |                   |                        |                       |
| Natuurpark Brownsberg                              | 1970              | 12.200                 | Brokopondo            |
| Bijzondere beheersgebieden:                        |                   |                        |                       |
| Bijzonder Beheersgebied Bigi Pan                   | 1987              | 67.900                 | Nickerie, Coronie     |
| Bijzonder Beheersgebied Noord-Commewijne-Marowijne | 2002              | 61.500                 | Commewijne, Marowijne |
| Bijzonder Beheersgebied Noord-Coronie              | 2001              | 27.200                 | Coronie               |
| Bijzonder Beheersgebied Noord-Saramacca            | 2001              | 88.400                 | Saramacca             |